# Аберациони полиноми Зерникеа
Аберациони полиноми Зерникеа, Зернике полиноми, или Зернике аберациони полиноми (такође, Зернике аберације) су полиноми који су у основном општем облику ортогоналног полинома
```
         

  

    

      

        

          
P

          

            
n

          

          

            
m

          

        

        

          
(

          
ρ

          
,

          
θ

          
)

        

        

        
=

        

        

          
R

          

            
n

          

          

            
m

          

        

        
(

        
ρ

        
)

        

        
U

        
(

        
m

        
θ

        
)

      

    

    
{\displaystyle P_{n}^{m}{(\rho ,\theta )}\,=\,R_{n}^{m}(\rho )\,U(m\theta )}

  

       (1)
```

ортогонални над површином јединичног круга. У облику ортонормалног полинома, општег облика
```
         

  

    

      

        

          
Z

          

            
n

          

          

            
m

          

        

        

          
(

          
ρ

          
,

          
θ

          
)

        

        

        
=

        

        

          
N

          

            
n

          

          

            
m

          

        

        

        

          
P

          

            
n

          

          

            
m

          

        

        
(

        
ρ

        
,

        
θ

        
)

      

    

    
{\displaystyle Z_{n}^{m}{(\rho ,\theta )}\,=\,N_{n}^{m}\,P_{n}^{m}(\rho ,\theta )}

  

       (1.1)
```

укључују чинилац поравнања {\displaystyle N_{n}^{m}}, који их чини ортонормалним над површином круга. Општи облик полинома са додатим коефицијентом проширења {\displaystyle z_{nm}}, неопходним за изражавање величине аберације,
```
         

  

    

      

        

          
Z

          

            
j

          

        

        

          
(

          
ρ

          
,

          
θ

          
)

        

        

        
=

        

        

          
N

          

            
n

          

          

            
m

          

        

        

        

          
P

          

            
n

          

          

            
m

          

        

        
(

        
ρ

        
,

        
θ

        
)

        

          
z

          

            
n

            
m

          

        

      

    

    
{\displaystyle Z_{j}{(\rho ,\theta )}\,=\,N_{n}^{m}\,P_{n}^{m}(\rho ,\theta )z_{nm}}

  

       (1.2)
```

представља Зернике аберациони израз, где је ј редни број аберационог израза у Зернике низу - који представља Зернике аберациону функцију - заснован на вредности бројних чинилаца n и m.
У основном облику, полиноми описују различите тродимензионалне облике одступања од равни круга јединичног полупречника - тзв. јединичног круга. Одступања од равни круга - тзв. нулте равни, или равни нуле - су једнака одступањима таласног фронта од најбоље поредбене сфере; другим речима, раван круга представља поредбену сферу, а облик одступања од ње описује оптичку аберацију.

## Шири опис
Три основна облика Зернике полинома су ортогонални, ортонормални и Зернике аберациони израз. Делови општих облика полинома су:
- {\displaystyle R_{n}^{m}(\rho )}, тзв. радијални полином круга, или функција радијалне координате, која изражава зависност у односу на вредност радијалне координате ρ,
- {\displaystyle U(m\theta )}, угаона учесталост, или функција угаоне координате, која може бити синус или косинус угла mθ, i одређује (цео) број циклуса у распону угаоне координате, од 0 до 2π радијана (360 степени)
- {\displaystyle N_{n}^{m}}, чинилац поравнања, или чинилац нормализације, који који омогућава да се различити облици одступања непосредно додају и одузимају на нивоу РМС грешке, и
- {\displaystyle z_{nm}}, коефицијент проширења, чија је апсолутна вредност једнака РМС грешци приписаној одређеном облику одступања

Основни облик Зернике полинома је тзв. ортогонални полином, који се састоји од радијалног полинома {\displaystyle R_{n}^{m}(\rho )} и угаоне учесталости {\displaystyle U(m\theta )}. Ортонормални полином се састоји од ортогоналног полинома помноженог са чиниоцем поравнања (или нормализације) {\displaystyle N_{n}^{m}}. Облик полинома који се користи у прорачунима, тзв. Зернике аберациони израз (енг. Zernike aberration term), је ортонормални полином помножен са коефицијентом проширења {\displaystyle z_{nm}}, што је чинилац који одређује величину датог облика одступања.
 Ширењем општег облика полинома од најједноставнијих према сложенијим полиномима ствара се аберациона функција, која може да садржи неограничен број полинома, тј. неограничен број различитих облика одступања таласног фронта од сферног. Придавањем потребних величина одговарајућим члановима (тј. полиномима) ове функције, може да се изразе најразличитији облици одступања таласног фронта од сферног, и послужи као основа да се одреде последице одступања по каквоћу оптичке слике.
Слика десно показује јединични круг, у ком су координате тачке одређене у поларним координатама, радијалном висином ρ и углом {\displaystyle \theta } радијуса на коме тачка лежи (А). Координате тачке такође могу бити дате у Картезијанском (Декартовом) координатном систему са нулом у средишту круга, као (x,y). Радијални полином {\displaystyle R_{n}^{m}(\rho )} одређује облик промене одступања са висином тачке на радијусу, док угаона функција {\displaystyle Um\theta } одређује промену облика одступања са обртним углом (Б, где је W(ρ,θ) одступање таласног фронта). Угаона учесталост {\displaystyle m} одређује колико пуних циклуса од најмање до највеће вредности одступања има унутар пуног угла од 2π радијана (360 степени), и једнак је броју циклуса (В).

## Настанак
Основни облик полинома, као теорију ортогоналних полинома круга, поставио је 1934-те холандски нобеловац Фриц Зернике. После 1934. године, основни облик полинома је обрађиван и прилагођаван у сврху употребе у истраживањима различитих области оптике, од теорије дифракције (Ben Nijboer) до реконструкције таласног фронта у сврху одређивања особина оптичке слике. За ову последњу сврху уобичајено је да се, макар у основи, користи обрада Зернике полинома Емила Волфа (Principles of Optics, Born and Wolf).

## Употреба
Основна употреба Зернике полинома је за одређивање својстава одступања таласног фронта у склоповима са кружним или прстенастим оптичким отвором. Поступком украјања потребног броја полинома у дати сложени облик одступања, добија се податак о томе које аберације су присутне, и које су највеће. Поступак украјања се често назива "разградња" (енг. decomposition) таласног фронта на Зернике полиноме, тј. на Зернике изразе или аберације.
 Слика десно је једноставан пример уклапања Зернике аберација у дато одступање таласног фронта. Компјутерски програм је сваком од првих 16 Зернике израза приписао одговарајућу вредност (у јединици таласне дужине светлости λ), тако да збир ових 16 Зернике аберација производи дати облик одступања (вредност виших Зернике аберација је у овом случају једнака нули, као што је и вредност синусних аберационих израза, који нису потребни за реконструкцију овог облика одступања).
Пошто је збирна величина Зернике аберација, као РМС грешка, једнака квадратном корену збира квадрата РМС грешака појединачних аберација, једине две аберације битне за овај облик одступања су #4 и #6. Другим речима, дати облик одступања је последица присуства две аберације, астигматизма и коме. У случају астигматизма, РМС грешка Зернике аберације је дата дељењем апсолутне вредности Зернике аберације са √6, а у случају коме дељењем апсолутне вредности Зернике аберације са √8 (за добијање РМС грешке за остале Зернике аберације види Чинилац поравнања).
Потребно је приметити да програм дефинише θ као угао налево од усправне (у) осе, што значи да је оријентација мапе одступања померена за 90° у односу на оријентацију са θ мереним од водоравне (x) осе, као на слици 1. Ово је у начелу погодније за програме за праћење зрака, јер доводи осу мапе у поклапање са осом аберације, која је у основном оквиру обично усправна.
Уз потребно прилагођавање, полиноми могу да се користе и за склопове са другачијим обликом отвора, кад су, у начелу, мање практичан начин изражавања аберација него у случају кружног и прстенастог отвора).
Полиноми се користе не само у области склопова за стварање оптичке слике, него и у области ласера, фајбер оптике, и другим. Зернике полиноми се такође користе ван индустријске оптике, у офталмологији, као и за анализу не-оптичких површина и њихових особина у различитим областима.

## Ортогонални полиноми круга
Општи облик ортогоналног Зернике полинома круга дат је са:
```
        

  

    

      

        

          
P

          

            
n

          

          

            
m

          

        

        
(

        
ρ

        
,

        
θ

        
)

        
=

        

          
R

          

            
n

          

          

            
m

          

        

        
(

        
ρ

        
)

        
U

        
(

        
m

        
θ

        
)

      

    

    
{\displaystyle P_{n}^{m}(\rho ,\theta )=R_{n}^{m}(\rho )U(m\theta )}

  

      (2)
```

где је {\displaystyle R_{n}^{m}(\rho )} тзв. радијални полином круга, који преставља радијалну променљиву, или функцију радијалне координате, која изражава зависност у односу на вредност радијалне координате ρ, док је Umθ угаона учесталост, или функција угаоне координате, која одређује (цео) број циклуса у распону угаоне координате, од 0 до 2π радијана (360 степени).
Радијални полином круга {\displaystyle R_{n}^{m}(\rho )} је одређен општим изразом:
```
       

  

    

      

        

          
R

          

            
n

          

          

            
m

          

        

        
(

        
ρ

        
)

        
=

        

          
∑

          

            
s

            
=

            
0

          

          

            

              

                
n

                
−

                
m

              

              
2

            

          

        

        

          

            

              
(

              
−

              
1

              

                
)

                

                  
s

                

              

              
(

              
n

              
−

              
s

              
)

              
!

            

            

              
s

              
!

              
(

              

                

                  

                    
n

                    
+

                    
m

                  

                  
2

                

              

              
−

              
s

              
)

              
!

              
(

              

                

                  

                    
n

                    
−

                    
m

                  

                  
2

                

              

              
−

              
s

              
)

              
!

            

          

        

      

    

    
{\displaystyle R_{n}^{m}(\rho )=\sum _{s=0}^{\frac {n-m}{2}}{\frac {(-1)^{s}(n-s)!}{s!({\frac {n+m}{2}}-s)!({\frac {n-m}{2}}-s)!}}}

  

        (3)
```

и представља полином n-тог степена који садржи ρn, ρ(n-2)...ρm. Полиноми са парним n се називају парни, а они са непарним n непарни.
У случају одсуства обртне осне симетрије елемената склопа, или у случају одсуства такве симетрије у облику одступања таласног фронта, сваки полином укључује угаону функцију {\displaystyle Um\theta } по косинусу и синусу, тј. представљен је са косинусним и са синусним ортогоналним полиномом:
```
             

  

    

      

        

          
P

          

            
n

          

          

            
m

          

        

        
(

        
ρ

        
,

        
θ

        
)

        
=

        

          
R

          

            
n

          

          

            
m

          

        

        
(

        
ρ

        
)

        
c

        
o

        
s

        

        
m

        
θ

      

    

    
{\displaystyle P_{n}^{m}(\rho ,\theta )=R_{n}^{m}(\rho )cos\,m\theta }

  

       (4)
             

  

    

      

        

          
P

          

            
n

          

          

            
m

          

        

        
(

        
ρ

        
,

        
θ

        
)

        
=

        

          
R

          

            
n

          

          

            
m

          

        

        
(

        
ρ

        
)

        
s

        
i

        
n

        

        
m

        
θ

      

    

    
{\displaystyle P_{n}^{m}(\rho ,\theta )=R_{n}^{m}(\rho )sin\,m\theta }

  

       (4.1)
```

За било коју дату аберацију, облик одступања од нулте равни је исти за косинусни и синусни полином. Разлика је у оријентацији, пошто је синусни полином закренут за половину пуног циклуса угаоне фреквенције, тј. за 360/2m степени, у смеру супротном смеру казаљке на сату. У случају постојања обртне осне симетрије, синусни полином је једнак нули, и преостаје само косинусни.
Скуп полинома круга изведених из општег облика мора да испуњава услов да су n и m цели позитивни бројеви, укључујући нулу, и да је n-m позитиван паран број (такође укључујући нулу). Овако изражени, полиноми се називају заједничким именом ортогоналне Зернике аберације.

### Низ ортогоналних полинома
На слици десно је приказана шема низања ортогоналних полинома Зерникеа са првих 25 полинома, или до n+m=8, где редослед низања прати величину збира n+m, а за исти збир првенство има полином са већим n (могуће су и постоје другачије шеме низања) .
Пошто је бројни чинилац n у Зернике полиному једнак највишем изложиоцу над висином тачке ρ у оптичком отвору у одговарајућој класичној аберационој функцији, а бројни чинилац m у Зернике полиному једнак изложиоцу над висином тачке у равни слике у одговарајућој класичној аберационој функцији, Зернике полиноми са n+m=4 одговарају класичним примарним аберацијама четвртог реда, тј. примарним аберацијама таласног фронта, полиноми са n+m=6 секундарним класичним аберацијама, полиноми са n+m=8 терцијарним класичним аберацијама, итд. Тачније, Зернике полиноми представљају одговарајућу класичну аберацију у њеној најбољој жижи, где је најбоља жижа дефинисана као она са најнижом РМС грешком таласног фронта.
Синусни полином се често означава са негативним m у {\displaystyle Z_{n}^{m}}, што проистиче из распореда полинома у тзв. Зернике пирамиди, где су полиноми са m=0 у средини пирамиде, косинусни полиноми са десне (позитивне), а синусни полиноми са леве (негативне) стране.
Први полином, са n=m=0, пистон, представља нулту раван. Он може да представља аберацију само у склоповима са два или више отвора, кад они нису фазно усклађени. Пошто је вредност овог полинома 1, он се такође користи при изражавању класичних помоћу Зернике аберација, за уклањање разлике у положају нулте равни и поредбене сфере у односу на таласни фронт.
Функције на слици представљају пресек одступања косинусног полинома по водоравној средишњој линији мапе одступања, што значи да је десна страна за θ=0, а лева за θ=π радијана. У случају примарног астигматизма и тролиста 8. реда, функција за ове две вредности θ описује само позитивну половину одступања, док је друга, негативна половина описана са θ=π/2 и θ=3π/2 (испрекидана линија).
Аберациони изрази који садрже mθ са m>2 немају строго одређене називе, али уобичајено је да се називају тролист (m=3), четворолист (m=4), итд. (енг. trefoil, quadrafoil, pentafoil...).

### Својства
Својства ортогоналних Зернике полинома које их разликују од било којег другог скупа ортогоналних полинома круга су: (1) да је њихов облик независан од ротације координатних оса, и (2) да садрже полином за сваки допуштен пар n и m.
Као што сам назив говори, Зернике ортогонални полиноми су ортогонални у односу на површину јединичног круга, тј. нулту раван. Зернике полиноми су ортонормални у сагласности са:
```

  

    

      

        

          

            
1

            
π

          

        

        

          
∫

          

            
0

          

          

            
1

          

        

        

          
∫

          

            
0

          

          

            
2

            
π

          

        

        

          
Z

          

            
n

          

          

            
m

          

        

        
(

        
ρ

        
,

        
θ

        
)

        

          
Z

          

            

              
n

              
′

            

          

          

            

              
m

              
′

            

          

        

        
(

        
ρ

        
,

        
θ

        
)

        
ρ

        
d

        
ρ

        
d

        
θ

        
=

        

          
δ

          

            
m

            

              
m

              
′

            

          

        

        

          
δ

          

            
n

            

              
n

              
′

            

          

        

      

    

    
{\displaystyle {\frac {1}{\pi }}\int _{0}^{1}\int _{0}^{2\pi }Z_{n}^{m}(\rho ,\theta )Z_{n'}^{m'}(\rho ,\theta )\rho d\rho d\theta =\delta _{mm'}\delta _{nn'}}

  

     (5)
```

за Зернике полином, ортогонални у сагласности са:
```

  

    

      

        

          
∫

          

            
0

          

          

            
2

            
π

          

        

        
c

        
o

        
s

        

        
m

        
θ

        

        
c

        
o

        
s

        

        

          
m

          
′

        

        
θ

        
d

        
θ

        
=

        
π

        
(

        
1

        
+

        

          
δ

          

            
m

            
0

          

        

        
)

        

          
δ

          

            
m

            

              
m

              
′

            

          

        

      

    

    
{\displaystyle \int _{0}^{2\pi }cos\,m\theta \,cos\,m'\theta d\theta =\pi (1+\delta _{m0})\delta _{mm'}}

  

       (5.1)
```

за функцију угаоне учестаности, и у сагласности са:
```

  

    

      

        

          
∫

          

            
0

          

          

            
1

          

        

        

          
R

          

            
n

          

          

            
m

          

        

        
(

        
ρ

        
)

        

          
R

          

            

              
n

              
′

            

          

          

            
m

          

        

        
(

        
ρ

        
)

        
ρ

        
d

        
ρ

        
=

        

          

            
1

            

              
n

              
+

              
1

            

          

        

        

          
δ

          

            
n

            

              
n

              
′

            

          

        

      

    

    
{\displaystyle \int _{0}^{1}R_{n}^{m}(\rho )R_{n'}^{m}(\rho )\rho d\rho ={\frac {1}{n+1}}\delta _{nn'}}

  

       (5.2)
```

за радијални полином (n, m и n', m' су радијални и угаони чинилац за произвољан пар Зернике полинома). Две функције су ортогоналне ако је њихов производ унутар одређеног домена - у овом случају над површином јединичног круга - једнак нули.
Својство ортогоналних функција битно у овом случају је да је збир позитивних и негативних одступања од односне површине - у овом случају нулте равни - једнак нули.
Ортогонални Зернике полиноми представљају облик одступања таласног фронта у тачки најбоље жиже, али се израз полинома разликује од одговарајућег израза у уобичајеном облику због потребе да се полиноми учине једнообразним у погледу величине одступања од нулте равни. У ту сврху полиноми су измењени тако да је највеће одступање за сваки полином једнако јединици, за ρ=1. Овим се постиже да различити полиноми, који су само-ортогонални у смислу да им је збир одступања од нулте равни једнак нули, постају међусобно ортогонални. Свођење највеће вредности полинома на један захтева да се угаона променљива cosmθ у класичном аберационом изразу замени са cosmθ, и да се израз за радијалну функцију измени тако да задовољава овај захтев.
 На слици десно (горе) види се, на примеру примарног астигматизма - где је класична аберациона функција за В-Д грешку таласног фронта за најбољу жижу W=Аρ2(cos2θ-0,5), где је А пун аберациони коефицијент за астигматизам - да cos2θ има исту учесталост као cos2θ, али два пута већу висину, која на врху достиже потребну јединичну вредност.
У случају радијалне функције за примарну сферну аберацију (доле), класичан аберациони израз дат са W=С(ρ4-ρ2), где је S пун аберациони коефицијент за сферну аберацију, мора прво бити ортогонализован додатком 1/6 (испрекидана линија), а потом помножен са 6 да би дао 1 за ρ=1. Већина класичних аберационих функција за најбољу жижу не захтева ортогонализацију, јер су симетричне у односу на поредбену сферу.

## Ортонормални полином круга
Ортонормални Зернике полином је ортогонални полинома прилагођен прорачуну множењем са чиниоцем поравнања (или нормализације). Дакле, ортонормални Зернике полином се састоји од:
- ортогоналног полинома, и
- чиниоца поравнања,

којим се различитим полиномима, тј. аберацијама које они представљају, ефективно даје заједнички именитељ на нивоу РМС грешке, тако да могу непосредно да се сабирају и одузимају.
Ортонормални Зернике полиноми задржавају све битне особине ортогоналних полинома, укључујући ортогоналност, у њеном основном значењу. Другим речима, полиноми без чиниоца поравнања су ортогонални на нивоу одступања таласног фронта од нулте равни, док су полиноми са чиниоцем - ортонормални полиноми - ортогонални на нивоу РМС грешке, тј. ортонормални.

### Чинилац поравнања
За све Зернике аберације, изузев за нагиб, чинилац поравнања, или нормализације, је поткорена величина (при чему кореновање може да да цео број, или не). У општем облику, описан је са:
```
       

  

    

      

        

          
N

          

            
n

          

          

            
m

          

        

        
=

        

          

            

              

                
2

                
(

                
n

                
+

                
1

                
)

              

              

                
1

                
+

                

                  
δ

                  

                    
m

                    
0

                  

                

              

            

          

        

      

    

    
{\displaystyle N_{n}^{m}={\sqrt {\frac {2(n+1)}{1+\delta _{m0}}}}}

  

        (6)
```

где је δm0 Кронекерова делта, једнака нули за m≠0 и једнака 1 за m=0 (што значи да је чинилац у вредности N само у случају сферне аберације и дефокуса)
Сврха поравнања, тј. нормализације је да се различити аберациони облици представљени полиномима учине сразмерним у погледу величине РМС грешке таласног фронта. Потреба за поравнањем проистиче из чињенице да се однос између В-Д и РМС грешке мења од аберације до аберације, тако да су ортогонални полиноми, који су са највећом јединичном вредношћу за ρ=1 поравнати на нивоу В-Д грешке, неједнаки на нивоу РМС грешке.
Последица тога је да би било која дата вредност коефицијента проширења представљала различиту РМС грешку за различите аберације. Пошто се аберације могу додавати и одузимати само на нивоу РМС грешке, поравнање на нивоу РМС грешке је неопходно да би се полиноми могли користити за ту сврху.
На пример, количник В-Д према РМС грешци је √32 за примарну кому, а √24 за астигматизам, што значи да би за било коју дату вредност коефицијента проширења примењену на јединични, ортогонални полином, РМС грешка била већа у случају астигматизма за √(32/24). То значи да коефицијент у том случају не би могао да буде општи израз апсолутне вредности РМС грешке, и да мора да се примени допунски рачунски поступак да би се различите аберације могле сабирати и одузимати на нивоу РМС грешке. Најједноставнији начин је да се ортогоналном полиному дода чинилац поравнања.

### Низ ортонормалних полинома
ТАБЕЛА 1:
```
n
  
m
          

  

    

      

        

          
N

          

            
n

          

          

            
m

          

        

        

          
P

          

            
n

          

          

            
m

          

        

        
(

        
ρ

        
,

        
θ

        
)

      

    

    
{\displaystyle N_{n}^{m}P_{n}^{m}(\rho ,\theta )}

  

             
ЗЕРНИКЕ АБЕРАЦИЈА
 
0  0       1                       ПИСТОН 
1  1   2ρcosθ                      НАГИБ  
2  0   (√3)(2ρ
2
-1)                 ДЕФОКУС  
2  2   (√6)ρ
2
cos2θ                 ПРИМАРНИ АСТИГМАТИЗАМ  
3  1   (√8)(3ρ
3
-2ρ)cosθ            ПРИМАРНА КОМА  
3  3   (√8)ρ
3
cos3θ                 ТРОЛИСТ 6. РЕДА 
4  0   (√5)(6ρ
4
-6ρ
2
+1)             ПРИМАРНА СФЕРНА АБЕРАЦИЈА 
4  2   (√10)(4ρ
4
-3ρ
2
)cos2θ         СЕКУНДАРНИ АСТИГМАТИЗАМ  
4  4   (√10)ρ
4
cos4θ                ЧЕТВОРОЛИСТ 8. РЕДА 
5  1   (√12)(10ρ
5
-12ρ
3
+3ρ)cosθ     СЕКУНДАРНА КОМА  
5  3   (√12)(5ρ
5
-4ρ
3
)cos3θ         ТРОЛИСТ 8. РЕДА 
5  5   (√12)ρ
5
cos5θ                ПЕТОЛИСТ 10. РЕДА 
6  0   (√7)(20ρ
6
-30ρ
4
+12ρ
2
-1)      СЕКУНДАРНА СФЕРНА АБЕРАЦИЈА  
6  2   (√14)(15ρ
6
-20ρ
4
+6ρ
2
)cos2θ   ТЕРЦИЈАРНИ АСТИГМАТИЗАМ 
6  4   (√14)(6ρ
6
-5ρ
4
)cos4θ         ЧЕТВОРОЛИСТ 10. РЕДА 
6  6   (√14)ρ
6
cos6θ                ШЕСТОЛИСТ 12. РЕДА 
7  1   4(35ρ
7
-60ρ
5
+30ρ
3
-4ρ)cosθ    ТЕРЦИЈАРНА  КОМА  
7  3   4(21ρ
7
-30ρ
5
+10ρ
3
)cos3θ      ТРОЛИСТ 10. РЕДА 
7  5   4(7ρ
7
-6ρ
5
)cos5θ             ПЕТОЛИСТ 12. РЕДА 
7  7   4ρ
7
cos7θ                    СЕДМОЛИСТ 14. РЕДА 
8  0   3(70ρ
8
-140ρ
6
+90ρ
4
-20ρ
2
+1)   ТЕРЦИЈАРНА СФЕРНА АБЕРАЦИЈА
```

Овако изражени, полиноми се називају заједничким именом ортонормалне Зернике аберације (на пример, ортонормална примарна сферна аберација Зерникеа).
Дати редослед ортонормалних полинома разликује се од раније датог редоследа ортогоналних полинома, јер је за мерило редоследа у овом приказу узета величина радијалног изложиоца n, а при истом n величина угаоне учесталост m. Пун списак би садржао и синусни облик полинома за све полиноме који садрже θ, који је, као и код ортогоналних полинома, исти као косинусни облик, изузев што је косинусна функција замењена синусном.

## Зернике аберациони израз
Зернике аберациони израз (енг. Zernike aberration term) или, кратко, Зернике израз, је облик полинома који се користи у стварном прорачуну, тј. за изградњу таласног фронта. Састоји се од ортонормалног полинома помноженог коефицијентом проширења znm. Вредност коефицијента проширења одређује величину аберације описане полиномом. Облик таласног фронта описаног збиром одступања представљених Зернике изразима дата је са:
```
    

  

    

      

        

          
W

          

            
(

            
ρ

            
,

            
θ

            
)

          

        

        
=

        

          
∑

          

            
n

            
=

            
0

          

          

            
inf

          

        

        

          
∑

          

            
m

            
=

            
0

          

          

            
n

          

        

        

          
z

          

            
n

            
m

          

        

        

          
Z

          

            
n

          

          

            
m

          

        

        
(

        
ρ

        
,

        
θ

        
)

      

    

    
{\displaystyle W_{(\rho ,\theta )}=\sum _{n=0}^{\inf }\sum _{m=0}^{n}z_{nm}Z_{n}^{m}(\rho ,\theta )}

  

          (7)
```

док је РМС грешка овог таласног фронта дата квадратним кореном суме квадрата свих коефицијената проширења, као:
```
         

  

    

      

        
ω

        
=

        

          

            

              
∑

              

                
n

                
=

                
1

              

              

                
∞

              

            

            

              
∑

              

                
m

                
=

                
0

              

              

                
n

              

            

            
(

            

              
z

              

                
n

                
m

              

            

            

              
)

              

                
2

              

            

          

        

      

    

    
{\displaystyle \omega ={\sqrt {\sum _{n=1}^{\infty }\sum _{m=0}^{n}(z_{nm})^{2}}}}

  

         (8)
```

Горњи изрази су за линеарно одступање таласног фронта, било као одступање таласног фронта W у било којој његовој тачки, или као РМС грешка ω. Изрази за фазно одступање су истог облика, јер је линеарно одступање, као разлика оптичког пута, било за произвољну тачку таласног фронта или за РМС грешку, непосредно везано за фазно одступање кроз Ф=(W/λ)2π, или Ф=(ω/λ)2π радијана, где је Ф фазно одступање, а λ таласна дужина светлости. Фазна грешка је основа за прорачун међудејства таласа, тј. стварање физичке, или дифракционе оптичке слике.

### Коефицијент проширења
Коефицијент проширења ортонормалног Зернике полинома круга је величина једнака апсолутној вредности РМС грешке дате аберације. Пошто је однос између РМС и В-Д грешке за било који облик аберације сталан, коефицијент проширења практично одређује и В-Д грешку таласног фронта за аберацију представљену полиномом.
Општи облик коефицијента проширења дат је са:
```
        

  

    

      

        

          
z

          

            
n

            
m

          

        

        
=

        

          

            
1

            
π

          

        

        

          
∫

          

            
0

          

          

            
1

          

        

        

          
∫

          

            
0

          

          

            
2

            
π

          

        

        

          
W

          

            
(

          

        

        
ρ

        
,

        
θ

        
)

        

          
Z

          

            
n

          

          

            
m

          

        

        
(

        
ρ

        
,

        
θ

        
)

        
ρ

        
d

        
ρ

        
d

        
θ

      

    

    
{\displaystyle z_{nm}={\frac {1}{\pi }}\int _{0}^{1}\int _{0}^{2\pi }W_{(}\rho ,\theta )Z_{n}^{m}(\rho ,\theta )\rho d\rho d\theta }

  

       (9)
```

Захваљујући својству ортогоналности, додавање или одузимање различитих полинома, тј. аберација не захтева промену вредности коефицијената проширења других полинома у прорачуну.

### Низ Зернике аберационих израза
Као и ортогонални и ортонормални полиноми, Зернике аберациони изрази се нижу према мерилу заснованом на величини радијалног изложиоца n и угаоне учесталости m. Следећи низ је заснован на истом мерилу као горњи низ ортонормалних полинома, с том разликом што је ознака израза поједностављена заменом {\displaystyle Z_{n}^{m}} са {\displaystyle Z_{j}}, где је ј редни број полинома у низу. Овај низ укључује и синусне изразе.
ТАБЕЛА 2:
```
 
j  n  m    Z
j
(ρ,θ)                   ЗЕРНИКЕ АБЕРАЦИЈА

 1  0  0      1                   ПИСТОН
 2  1  1   2z
2
ρcosθ               НАГИБ (водораван) 
 3  1  1   2z
3
ρsinθ               НАГИБ (усправан)
 4  2  0   (√3)z
4
(2ρ
2
-1)            ДЕФОКУС 
 5  2  2   (√6)z
5
ρ
2
cos2θ          ПРИМАРНИ АСТИГМАТИЗАМ (водораван) 
 6  2  2   (√6)z
6
ρ
2
sin2θ          ПРИМАРНИ АСТИГМАТИЗАМ (искошен)
 7  3  1   (√8)z
7
(3ρ
3
-2ρ)cosθ       ПРИМАРНА КОМА  (водоравна) 
 8  3  1   (√8)z
8
(3ρ
3
-2ρ)sinθ       ПРИМАРНА КОМА (усправна)
 9  3  3   (√8)z
9
ρ
3
cos3θ          ТРОЛИСТ 6. РЕДА  (водораван) 
10  3  3   (√8)z
10
ρ
3
sin3θ         ТРОЛИСТ 6. РЕДА  (искошен)
11  4  0   (√5)z
11
(6ρ
4
-6ρ
2
+1)        ПРИМАРНА СФЕРНА АБЕРАЦИЈА
12  4  2   (√10)z
12
(4ρ
4
-3ρ
2
)cos2θ    СЕКУНДАРНИ АСТИГМАТИЗАМ (вод.) 
13  4  2   (√10)z
13
(4ρ
4
-3ρ
2
)sin2θ    СЕКУНДАРНИ АСТИГМАТИЗАМ (иск.)
14  4  4   (√10)z
14
ρ
4
cos4θ            ЧЕТВОРОЛИСТ 8. РЕДА (водораван)   
15  4  4   (√10)z
15
ρ
4
sin4θ            ЧЕТВОРОЛИСТ 8. РЕДА   (искошен)
16  5  1   (√12)z
16
(10ρ
5
-12ρ
3
+3ρ)cosθ    СЕКУНДАРНА КОМА  (водоравна)
17  5  1   (√12)z
17
(10ρ
5
-12ρ
3
+3ρ)sinθ    СЕКУНДАРНА КОМА  (усправна)
18  5  3   (√12)z
18
(5ρ
5
-4ρ
3
)cos3θ      ТРОЛИСТ 8. РЕДА   (водораван)
19  5  3   (√12)z
19
(5ρ
5
-4ρ
3
)sin3θ      ТРОЛИСТ 8. РЕДА   (искошен)
20  5  5   (√12)z
20
ρ
5
cos5θ               ПЕТОЛИСТ 10. РЕДА   (водораван) 
21  5  5   (√12)z
21
ρ
5
sin5θ               ПЕТОЛИСТ 10. РЕДА    (искошен)
22  6  0   (√7)z
22
(20ρ
6
-30ρ
4
+12ρ
2
-1)     СЕКУНДАРНА СФЕРНА АБЕРАЦИЈА 
23  6  2   (√14)z
23
(15ρ
6
-20ρ
4
+6ρ
2
)cos2θ   ТЕРЦИЈАРНИ АСТИГМАТИЗАМ (вод.)
24  6  2   (√14)z
24
(15ρ
6
-20ρ
4
+6ρ
2
)sin2θ   ТЕРЦИЈАРНИ АСТИГМАТИЗАМ (иск.)
25  6  4   (√14)z
25
(6ρ
6
-5ρ
4
)cos4θ        ЧЕТВОРОЛИСТ 10. РЕДА (водораван)
26  6  4   (√14)z
26
(6ρ
6
-5ρ
4
)sin4θ        ЧЕТВОРОЛИСТ 10. РЕДА (искошен)
27  6  6   (√14)z
27
ρ
6
cos6θ              ШЕСТОЛИСТ 12. РЕДА   (водораван)
28  6  6   (√14)z
28
ρ
6
sin6θ              ШЕСТОЛИСТ 12. РЕДА   (искошен)
29  7  1   4z
29
(35ρ
7
-60ρ
5
+30ρ
3
-4ρ)cosθ     ТЕРЦИЈАРНА  КОМА   (водоравна)
30  7  1   4z
30
(35ρ
7
-60ρ
5
+30ρ
3
-4ρ)sinθ     ТЕРЦИЈАРНА  КОМА   (усправна)
31  7  3   4z
31
(21ρ
7
-30ρ
5
+10ρ
3
)cos3θ     ТРОЛИСТ 10. РЕДА  (водораван)
32  7  3   4z
32
(21ρ
7
-30ρ
5
+10ρ
3
)sin3θ     ТРОЛИСТ 10. РЕДА   (искошен)
33  7  5   4z
33
(7ρ
7
-6ρ
5
)cos5θ        ПЕТОЛИСТ 12. РЕДА   (водораван)
34  7  5   4z
34
(7ρ
7
-6ρ
5
)sin5θ        ПЕТОЛИСТ 12. РЕДА   (искошен)
35  7  7   4z
35
ρ
7
cos7θ              СЕДМОЛИСТ 14. РЕДА   (водораван)
36  7  7   4z
36
ρ
7
sin7θ              СЕДМОЛИСТ 14. РЕДА   (искошен)
37  8  0   3z
37
(70ρ
8
-140ρ
6
+90ρ
4
-20ρ
2
+1)     ТЕРЦИЈАРНА СФЕРНА АБЕРАЦИЈА 
```

Овако изражени Зернике полиноми називају се Зернике аберациони изрази (на пример, Зернике аберациони израз примарне сферне аберације). Овакав низ Зернике израза представља Зернике аберациону функцију, где је аберација описана збиром вредности свих израза.

## Шеме низања Зернике полинома
Полазећи од општег облика полинома, у зависности од изабраног мерила којим се одређује редослед полинома од најједноставнијих према сложенијим облицима, могуће су различите шеме низања, тј. различити Зернике низови, или низови Зернике аберација. Један од најпознатијих у сфери оптике је Нолов Зернике низ (енг. Noll Zernike term expansion, или Noll's indexing scheme). Други пример је Вајантов Зернике низ (енг. Wyant Zernike term expansion, или Wyant's indexing scheme).
У сфери офталмологије, широко се користи АНСИ (American National Standards Institute) шема, популарно позната као Зернике пирамида (енг. Zernike pyramid).
Уз другачији редослед аберација, различите шеме, у начелу, користе и другачији начин обележавања аберационих израза.

### Нолов Зернике низ
Нолов (Robert J. Noll) Зернике низ је међу најчешће коришћеним. Слика десно приказује првих 21 израза у овом низу, у ком је редни број ј идући од најмањих према већим вредностима n, а код израза са истом вредношћу n од нижег m ка вишем. Косинусни и синусни облици истог израза су поређани тако да косинусни облик има паран, а синусни облик непаран редни број. Нолов низ има усправну симетрију у смислу да се виши редови истог облика аберације ређају испод најнижег реда.

### Вајантов Зернике низ
Као пример другачијег низа, Вајантов (James C. Wyant) Зернике низ има исту усправну симетрију као Нолов низ, али због другачије постављеног радијалног реда изрази се нижу у нешто промењеном редоследу. Радијални ред у овом случају иде од најниже вредности (n+m)/2 према вишим, што значи да вредност оба чиниоца има подједнаку тежину у погледу тога којим редом се изрази нижу. Приказано је првих 15 израза низа.

### ANSI пирамида
ANSI (енг. American National Standards Institute) пирамида (енг. ANSI standard Zernike scheme) је изграђена тако да њену средину чине радијално симетричне аберације - пистон, дефокус и сферна - почевши од најједноставнијег облика на врху према сложенијим надоле, док се са леве стране шире синусни, а са десне косинусни облици Зернике израза, такође од најпростијих при врху према сложенијима надоле.
 На основу тога, синусни облици аберационих Зернике израза у овом низу се обележавају са негативним m у ознаци полинома, као {\displaystyle Z_{n}^{-m}}. Таkође, употреба придева којим се означава оријентација аберације је нешто другачија у овом низу. За разлику од претходна два низа, у којима се косинусни облик аберације назива "водораван", или "положен" (енг. horizontal, или једноставно означен префиксом x-... означавајући оријентацију у смеру x-осе), овде се свака аберација са оријентацијом у којој су највиша и/или најнижа тачка угаоне функције - тј. средине два супротна "листа" - на усправној линији, назива усправна (енг. vertical).

## Зернике аберације и класичне аберације
Пошто Зернике полиноми описују исте облике одступања таласног фронта као класични аберациони изрази, Зернике аберације се могу изразити помоћу аберационих функција и коефицијената класичних аберација, и обрнуто. Ово има значај пре свега на нивоу основних аберација, јер су најважније, и јер претварање једних у друге код виших редова постаје врло сложено.
У свом основном облику, класичне аберације су представљене аберацијом у жижи доосних зрака, тзв. Гаусовој жижи (за ваносне аберације, као кома и астигматизам, Гаусова жижа је жижа зрака блиских главном зраку). Међутим, одступање таласног фронта је по правилу најмање не у односу на Гаусову сферу (тј. сферу са центром закривљености у Гаусовој жижи), него у односу на сферу чије је средиште закривљености у тачки различитој од Гаусовог фокуса. У случају примарне сферне аберације или астигматизма, на пример, тачка најмање аберације је испред или иза Гаусове жиже (у зависности од знака аберације), што значи да захтева додавање дефокуса. У случају коме, тачка најбоље жиже је испод или изнад Гаусове жиже, што значи да се најмања аберација постиже додавањем одређеног нагиба Гаусовој поредбеној сфери.
У случају секундарне сферне аберације, најмања аберација се постиже додавањем дефокуса и примарне сферне аберације, итд.
Још један чинилац разлике који мора да се узме у обзир код неких аберација је да се положај поредбене сфере у односу на таласни фронт мења, тј. да она код Зернике аберација увек пресеца таласни фронт на два дела, тако да је збир одступања на једној и другој страни (која су различитог знака) једнак нули. Ова промена положаја односне сфере се у случају Зернике аберација постиже коришћењем пистона, који као Зернике аберација има сталну јединичну вредност.
На пример, у примарној сферној аберацији Зерникеа, датој са (√5)z40 (6ρ4-6ρ2+1), последњи члан у у радијалној функцији, 1, је вредност пистона потребна да се односна сфера доведе у поклапање са нултом равни.
 Слика десно показује ортогонализацију полинома у случају сферне аберације (примарне) и дефокуса. У оба случаја основни аберациони израз за одступање таласног фронта у тачки најбоље жиже је помножен - са 6 у првом, и са 2 у другом случају - да би вредност полинома за ρ=1 била једнака јединици. Ниво РМС грешке је за ове две аберације је поравнат множењем са чиниоцем поравнања, који је једнак √5 у првом и √3 у другом случају.
Пошто Зернике полиноми, тј. Зернике аберације, изражавају најмању аберацију, тј. аберацију у тачци најмањег одступања, они се састоје из више аберација: од основне, или полазне аберације у Гаусовој жижи, и аберација потребних да се поредбена сфера промени од Гаусове у сферу најмање аберације.
Све Зернике аберације - изузев пистона, нагиба и дефокуса - састоје се од више различитих аберација, од које је једна, и основна, аберација у тачки Гаусове жиже.
У вишим редовима Зернике аберација, одговарајуће класичне Зајделове аберације као основну аберацију замењују секундарне, или Шварцшилдове аберације, у још вишим терцијарне, итд.
Почевши са општим обликом за аберационог израза за аберације Гаусове жиже и за Зернике аберације, који је дат са ρncosmθ у првом, и са {\displaystyle R_{n}^{m}}(ρ)mcosθ у другом случају, сличност општег облика се преноси и на општи облик аберационе функције које су, у истом редоследу, дате са:
```
       

  

    

      

        

          
W

          

            
(

            
ρ

            
,

            
θ

            
)

          

        

        
=

        

          
∑

          

            
n

            
=

            
0

          

          

            
∞

          

        

        

          
∑

          

            
m

            
=

            
0

          

          

            
n

          

        

        

          
c

          

            
n

            
m

          

        

        

          
ρ

          

            
n

          

        

        
c

        
o

        

          
s

          

            
m

          

        

        
θ

      

    

    
{\displaystyle W_{(\rho ,\theta )}=\sum _{n=0}^{\infty }\sum _{m=0}^{n}c_{nm}\rho ^{n}cos^{m}\theta }

  

        (10)
```

где је W(ρ.θ) одступање таласног фронта, ρ је висина тачке у оптичком отвору са јединичним полупречником (тј. ρ=v/d, где је v висина тачке на полупречнику d отвора), θ је угао полупречника на ком лежи тачка, а аберациони коефицијент
```
    

  

    

      

        

          
c

          

            
n

            
m

          

        

        
=

        

          
d

          

            
n

          

        

        

          
∑

          

            
l

            
=

            
0

          

          

            
∞

          

        

        

          

            

            

              
2

              
l

              
+

              
m

            

          

        

        

          
c

          

            
n

            
m

          

        

        

          
h

          

            
2

            
l

            
+

            
m

          

        

      

    

    
{\displaystyle c_{nm}=d^{n}\sum _{l=0}^{\infty }{_{2l+m}}c_{nm}h^{2l+m}}

  

     (10.1)
```

и
```
    

  

    

      

        

          
W

          

            
(

            
ρ

            
,

            
θ

            
)

          

        

        
=

        

          
∑

          

            
n

            
=

            
0

          

          

            
∞

          

        

        

          
∑

          

            
m

            
=

            
0

          

          

            
n

          

        

        

          
z

          

            
n

            
m

          

        

        

          
Z

          

            
n

          

          

            
m

          

        

        
(

        
ρ

        
,

        
θ

        
)

      

    

    
{\displaystyle W_{(\rho ,\theta )}=\sum _{n=0}^{\infty }\sum _{m=0}^{n}z_{nm}Z_{n}^{m}(\rho ,\theta )}

  

     (11)
```

где је {\displaystyle Z_{n}^{m}} ортонормални Зернике полином, а znm аберациони коефицијент, тј. коефицијент проширења, чија је апсолутна вредност једнака РМС грешци таласног фронта.
Док је део функције који представља угаону променљиву сличан - cos2θ има исту учесталост, само два пута већу висину од cos2θ - битне разлике су у својству дела функције описаног радијалном променљивом ρ, и у својству аберационог коефицијента.
У класичној аберационој функцији ρn је сразмерно одступању таласног фронта за тачку Гаусовог фокуса, док је радијални полином {\displaystyle R_{n}^{m}} у случају Зернике аберације сразмеран одступању таласног фронта за тачку најмање РМС грешке, тј. тачку најбољег фокуса.
Сам аберациони коефицијент у случају класичне аберације представља или В-Д грешку таласног фронта, или половину В-Д грешке, у ком су чиниоци полупречник отвора као dn, и висина тачке у равни слике као h2l+m, док у случају Зернике аберације коефицијент представља РМС грешку таласног фронта.
Доња табела даје преглед аберационе функције без аберационог коефицијента (који у оба случаја само одређује величину дате аберације) за основне (Зајделове) класичне аберације, тј. аберације у тачки Гусове жиже, за аберације најбоље жиже. и за одговарајући ортогонални Зернике полином.
ТАБЕЛА 3:
| АБЕРАЦИЈА          | l | n | m | ГАУСОВА ЖИЖА | НАЈБОЉА ЖИЖА        | {\displaystyle Z_{n}^{m}}(ρ,θ) |
| ------------------ | - | - | - | ------------ | ------------------- | ------------------------------ |
| НАГИБ              | 1 | 1 | 1 | ρcosθ        | ρcosθ               | ρcosθ                          |
| ДЕФОКУС            | 1 | 2 | 0 | ρ2           | ρ2                  | 2ρ2-1                          |
| АСТИГМАТИЗАМ прим. | 0 | 2 | 2 | ρ2cos2θ      | ρ2(cos2θ-0,5)       | ρ2cos2θ                        |
| КОМА прим.         | 0 | 3 | 1 | ρ3cosθ       | (ρ3-2ρ/3)cosθ       | (3ρ3-2ρ)cosθ                   |
| СФЕРНА прим.       | 0 | 4 | 0 | ρ4           | ρ4-ρ2               | 6ρ4-6ρ2+1                      |
| ТРОЛИСТ            | 0 | 3 | 3 | ρ3cos3θ      | ρ3cos3θ             | ρ3cos3θ                        |
| АСТИГМАТИЗАМ сек.  | 0 | 4 | 2 | ρ4cos2θ      | (ρ4-0,75ρ2)cos2θ    | (4ρ4-3ρ2)cos2θ                 |
| КОМА сек.          | 0 | 5 | 1 | ρ5cosθ       | (ρ5-1,2ρ3+0,3ρ)cosθ | (10ρ5-12ρ3+3ρ)cosθ             |
| СФЕРНА сек.        | 0 | 6 | 0 | ρ6           | ρ6-1,5ρ4+0,6ρ2      | 20ρ6-30ρ4+12ρ2-1               |

Бројни чиниоци n анд m су исти за класичне аберације и Зернике полином ако је l=0 за прве; у случају кад је l=0, m у класичној аберацији је веће од m у односном Зернике полиному.

### Зернике аберације и аберације најбоље жиже
Зернике аберације је најједноставније повезати са аберацијама најбоље жиже, које су у свом уобичајеном облику изражене функцијом сличном Зернике полиному, али користећи аберациони коефицијент за аберацију у Гаусовој жижи. Облик одступања таласног фронта је исти. Једина разлика је у томе што је Зернике израз измењен ради једнообразности, јер сви изрази морају да имају својство ортогоналности, и вредност од 1 за ρ=1.
 Слика десно показује радијалне функције аберационог израза за примарну Зернике сферну аберацију и примарну кому, у поређењу са радијалну функцију уобичајених аберационих израза за најбољу жижу. У случају сферне аберације израз за најбољу жижу је морао да буде прво ортогонализован додавањем 1/6, и потом помножен са 6 да би дао вредност једнаку један за ρ=1. У случају коме, израз за најбољу жижу већ има својство ортогоналности, тако да је једина измена за довођење у потребан облик за Зернике израз множење са 3, да би израз имао вредност једнаку један за ρ=1 (одступање у случају коме је за cosmθ=1, тј. за θ=0 за десну страну, и за θ=180° и cosmθ=-1 за леву страну).
Ако се коефицијент проширења у Зернике изразу - чија апсолутна вредност је једнака РМС грешци таласног фронта - замени са пуним аберационим коефицијентом (ПАК) аберације у Гаусовој жижи добија се Зернике израз који користи показатељ величине аберације у Гаусовој жижи (за најнижи ред сферне аберације, коме и астигматизма, показатељ величине тзв. класичне, или Зајделове аберације). Пошто је за сваку аберацију однос између ПАК и РМС сталан, одговарајуће вредности Зернике коефицијента проширења и ПАК се мењају у истој сразмери.
Уколико се облик Зернике израза који користи ПАК подели са чиниоцем јединичности, којим је Зернике полином помножен да би дао један за ρ=1, добија се или аберациони израз једнак изразу за уобичајен израз аберације најбоље жиже, или израз који се од њега разликује само у присуству непроменљивог броја који не утиче на величину аберације, само на положај поредбене сфере.
На пример, примарна сферна аберација Зерникеа, дата са:
```
    
Z
S
 = (√5)(6ρ
4
-6ρ
2
+1)z
S
      (12)
```

је сразмерна примарној класичној сферној аберацији најбоље жиже, у којој су В-Д и РМС грешка таласног фронта четири пута мањи него за класичну примарну сферну аберацију у тачки Гаусове жиже. Пошто ПАК у последњем случају - обележен са S - представља В-Д грешку таласног фронта, која је за 1.5√5 већа од РМС грешке, горња Зернике аберација се, замењујући zS са Ѕ/6√5 може написати као:
```
    
Z
S
 = (√5)(6ρ
4
-6ρ
2
+1)z
S
 
       = (6ρ
4
-6ρ
2
+1)S/6 
       = (ρ
4
-ρ
2
+1/6)S
        (12.1)
```

с тим што се Ѕ даје исти знак као zS. Једина разлика у односу на уобичајени израз за аберацију најбоље жиже је 1/6, бројна непроменљива која помера поредбену сферу у положај да пресеца таласни фронт тако да је збир одступања са једне и друге стране исти.
На сличан начин, примарна Зернике кома
```
     
Z
C
 = (√8)(3ρ
3
-2ρ)cosθz
C
       (13)
```

с обзиром на то да ПАК за класичну примарну кому - означен са С - представља половину В-Д грешке таласног фронта у Гаусовој жижи, где је грешка три пута већа него у тачки најбоље жиже, а В-Д грешка је 3√8 пута већа од РМС грешке (овај однос је 1,5 пута већи од стварног односа да би надокнадио већу В-Д грешку), може да се напише као:
```
     
Z
C
 = (√8)(3ρ
3
-2ρ)cosθz
C
 
        = (3ρ
3
-2ρ)cosθC/3  
        = (ρ
3
-2ρ/3)cosθC
      (13.1)
```

Примарни Зернике астигматизам, са ПАК класичне аберације - обележен са А - већим од РМС грешке 2√6 пута, може да се напише:
```
    
Z
A
 = (√6)ρ
2
cos2θz
A
 
       = cos2θρ
2
A/2 
       = (cos2θ-0,5)ρ
2
A
        (14)
```

где је последњи израз аберација најбоље жиже у уобичајеном облику.
У случају дефокуса В-Д грешка је већа од РМС грешке, тј. од апсолутне вредности Зернике коефицијента проширења, 2√3 пута, тако да се Зернике дефокус заменом ПАК за дефокус, D, који представља В-Д грешку таласног фронта, мења у:
```
         
(√3)(2р
2
-1)z
D
 = (ρ
2
-0,5)D
      (15)
```

који се, слично као са сферном аберацијом, разликује од уобичајеног израза за дефокус само у бројном члану 0,5 који помера односну сферу у положај нулте површине, тј. ортогонализује израз за дефокус.
У случају нагиба, В-Д грешка је 4 пута већа од РМС грешке, и пошто ПАК пвде представља половину В-Д грешке, Зернике нагиб се заменом Зернике коефицијента са ПАК за нагиб Н мења у:
```
           
2ρcosθz
N
 = ρcosθН
        (16)
```

Ови изрази повезују Зернике аберације са ПАК пет класичних, или Зајделових аберација. Тачније, изражавају Зернике аберације користећи ПАК класичних аберација, али не повезују их са класичним аберацијама у целости, у којима је ПАК само део аберационог израза.
Кроз знатно сложеније прорачуне, и аберације у Гаусовој жижи, укључујући пет класичних аберација, могу да се изразе помоћу Зернике аберација. Облик израза зависи од тога да ли се односе само на косинусне Зернике аберације (подобно за склопове са обртном осном симетријом), или на косинусне и синусне Зернике аберације (за склопове без обртне осне симетрије).

### Зернике аберације и аберације Гаусове жиже са обртном осном симетријом
За описивање одступања таласног фронта у склоповима са обртном осном симетријом потребни су само косинусни, или тзв. симетрични Зернике изрази. Пошто уобичајена аберациона функција чиниоце изложилаца m, n и l, где су m и n једнаки чиниоцима m и n Зернике израза кад је l=0, али су различити кад је l≠0, ради јасноће, општи облик уобичајене функције одступања таласног фронта од поредбене сфере се може изразити са ознакама m и n замењеним са t и u као:
```
       

  

    

      

        

          
W

          

            
(

            
ρ

            
,

            
θ

            
)

          

        

        
=

        

          
∑

          

            
t

            
=

            
0

          

          

            
∞

          

        

        

          
∑

          

            
u

            
=

            
0

          

          

            
t

          

        

        

          
K

          

            
t

            
u

          

        

        

          
ρ

          

            
t

          

        

        
c

        
o

        

          
s

          

            
u

          

        

        
θ

      

    

    
{\displaystyle W_{(\rho ,\theta )}=\sum _{t=0}^{\infty }\sum _{u=0}^{t}K_{tu}\rho ^{t}cos^{u}\theta }

  

       (17)
```

у ком случају су пун аберациони коефицијент Knm уобичајене аберационе функције и одговарајући коефицијент проширења Зернике израза везани изразом:
```
           

  

    

      

        

          
K

          

            
t

            
u

          

        

        
=

        

          
∑

          

            
n

            
=

            
0

          

          

            
∞

          

        

        

          
∑

          

            
m

            
=

            
0

          

          

            
n

          

        

        

          
b

          

            
t

            
u

            
n

            
m

          

        

        

          
z

          

            
n

            
m

          

        

      

    

    
{\displaystyle K_{tu}=\sum _{n=0}^{\infty }\sum _{m=0}^{n}b_{tunm}z_{nm}}

  

       (18)
```

који одређује K у случају кад је Зернике коефицијент познат. Чинилац btunm захтева сложен израз, због чега се његове израчунате вредности дају у виду табеле (испод).
На сличан начин, када су познати пуни аберациони коефицијенти уобичајене функције, вредности одговарајућих Зернике коефицијената се одређене изразом:
```
          

  

    

      

        

          
z

          

            
n

            
m

          

        

        
=

        

          
∑

          

            
t

            
=

            
0

          

          

            
∞

          

        

        

          
∑

          

            
u

            
=

            
0

          

          

            
∞

          

        

        

          
g

          

            
n

            
m

            
t

            
u

          

        

        

          
K

          

            
t

            
u

          

        

      

    

    
{\displaystyle z_{nm}=\sum _{t=0}^{\infty }\sum _{u=0}^{\infty }g_{nmtu}K_{tu}}

  

     (19)
```

Чинилац gnmtu се, из истог разлога као чинилац btunm, често даје у виду табеле (испод).
Користећи чиниоце btunm и gnmtu за преобраћање Зернике коефицијената у класичне, и обрнуто, Зернике аберациони израз може да се повеже са класичним. Зајделове аберације, на пример, одговарају следећим Зернике аберацијама:
```
  

  

    

      

        

          
K

          

            
11

          

        

        
ρ

        
c

        
o

        
s

        
θ

        
=

        

          

            

              
K

              

                
11

              

            

            
2

          

        

        

          
Z

          

            
1

          

          

            
1

          

        

      

    

    
{\displaystyle K_{11}\rho cos\theta ={\frac {K_{11}}{2}}Z_{1}^{1}}

  

        (20) 
```

за нагиб,
```
  

  

    

      

        

          
K

          

            
20

          

        

        

          
ρ

          

            
2

          

        

        
=

        

          
K

          

            
20

          

        

        

          
(

          

            

              

                

                  
Z

                  

                    
2

                  

                  

                    
0

                  

                

                

                  
2

                  

                    

                      
3

                    

                  

                

              

            

            
+

            

              

                

                  
Z

                  

                    
0

                  

                  

                    
0

                  

                

                
2

              

            

          

          
)

        

      

    

    
{\displaystyle K_{20}\rho ^{2}=K_{20}\left({\frac {Z_{2}^{0}}{2{\sqrt {3}}}}+{\frac {Z_{0}^{0}}{2}}\right)}

  

        (21)   
```

за дефокус,
```
  

  

    

      

        

          
K

          

            
22

          

        

        

          
ρ

          

            
2

          

        

        
c

        
o

        

          
s

          

            
2

          

        

        
θ

        
=

        

          
K

          

            
22

          

        

        

          
(

          

            

              

                

                  
Z

                  

                    
2

                  

                  

                    
2

                  

                

                

                  
2

                  

                    

                      
6

                    

                  

                

              

            

            
+

            

              

                

                  
Z

                  

                    
2

                  

                  

                    
0

                  

                

                

                  
4

                  

                    

                      
3

                    

                  

                

              

            

            
+

            

              

                

                  
Z

                  

                    
0

                  

                  

                    
0

                  

                

                
4

              

            

          

          
)

        

      

    

    
{\displaystyle K_{22}\rho ^{2}cos^{2}\theta =K_{22}\left({\frac {Z_{2}^{2}}{2{\sqrt {6}}}}+{\frac {Z_{2}^{0}}{4{\sqrt {3}}}}+{\frac {Z_{0}^{0}}{4}}\right)}

  

        (22)   
```

за примарни астигматизам,
```
  

  

    

      

        

          
K

          

            
31

          

        

        

          
ρ

          

            
3

          

        

        
c

        
o

        
s

        
θ

        
=

        

          
K

          

            
31

          

        

        

          
(

          

            

              

                

                  
Z

                  

                    
3

                  

                  

                    
1

                  

                

                

                  
6

                  

                    

                      
2

                    

                  

                

              

            

            
+

            

              

                

                  
Z

                  

                    
1

                  

                  

                    
1

                  

                

                
3

              

            

          

          
)

        

      

    

    
{\displaystyle K_{31}\rho ^{3}cos\theta =K_{31}\left({\frac {Z_{3}^{1}}{6{\sqrt {2}}}}+{\frac {Z_{1}^{1}}{3}}\right)}

  

        (23)   
```

за примарну кому, и
```
  

  

    

      

        

          
K

          

            
40

          

        

        

          
ρ

          

            
4

          

        

        
=

        

          
K

          

            
40

          

        

        

          
(

          

            

              

                

                  
Z

                  

                    
4

                  

                  

                    
0

                  

                

                

                  
6

                  

                    

                      
5

                    

                  

                

              

            

            
+

            

              

                

                  
Z

                  

                    
2

                  

                  

                    
0

                  

                

                

                  
2

                  

                    

                      
3

                    

                  

                

              

            

            
+

            

              

                

                  
Z

                  

                    
0

                  

                  

                    
0

                  

                

                
3

              

            

          

          
)

        

      

    

    
{\displaystyle K_{40}\rho ^{4}=K_{40}\left({\frac {Z_{4}^{0}}{6{\sqrt {5}}}}+{\frac {Z_{2}^{0}}{2{\sqrt {3}}}}+{\frac {Z_{0}^{0}}{3}}\right)}

  

        (24)   
```

за примарну сферну аберацију.
Пошто су последње три аберације у облику Зернике аберација састављене од две или више аберација, при изражавању класичне аберације појединачне аберације које чине Зернике аберацију се одузимају ако су додате, и додају ако су одузете при образовању израза за Зернике аберацију.
На пример, примарна сферна аберација Зерникеа Z40=6ρ4-6ρ2+1 се састоји од примарне сферне аберације у Гаусовој жижи, дефокуса супротног знака којим се жижа премешта у тачку најбоље жиже, и пистона којим се поредбена сфера доводи у поклапање са нултом равни. Дељењем овог израза са 6√5 он се своди на ρ4-ρ2+1/6, тј. уобичајен аберациони израз за примарну сферну аберацију у најбољој жижи, у ком је поредбена сфера (представљена као односна раван) додавањем 1/6 померена у положај да пресеца криву одступања таласног фронта на два дела са једнаким укупним збиром одступања. Додавањем Зернике дефокуса подељеног са 2√3, тј. ρ2-0,5 и пистона подељеног са 3, тј. 1/3, добија се ρ4, тј. радијална променљива аберационог израза за класичну, или Зајделову примарну сферну аберацију у тачки Гаусове жиже.
Пошто се Зернике аберациони низ, који представља Зернике аберациону функцију, састоји из већег броја Зернике аберација које садрже ρn, тј. радијалну функцију класичних аберација, пун аберациони коефицијент класичне аберације Ktu је дат збиром коефицијената за све Зернике аберације са истим изложиоцем n у ρn:
```
K
00
=z
00
-(√3)z
20
+(√5)z
40
-(√7)z
60
+3z
80
+...
     (25)   
```

за пистон
```
K
11
=2z
11
-4(√2)z
31
+6(√3)z
51
-16z
71
+..
.     (26)
```

за нагиб,
```
K
20
=2(√3)z
20
-(√6)z
22
-6(√5)z
40
+3(√10)z
42
+6(√7)z
60
-6(√14)z
62
-60z
80
+...
  (27)   
```

за дефокус,
```
K
22
=2(√6)z
22
-6(√10)z
42
+12(√14)z
62
+...
    (28)    
```

за астигматизам,
```
K
31
=6(√2)z
31
-6(√2)z
33
-24(√3)z
51
+24(√3)z
53
+120z
71
-120z
73
+...
     (29)   
```

за кому, и
```
K
40
=6(√5)z
40
-4(√10)z
42
+(√10)z
44
-30(√7)z
60
+...
   (30)   
```

за сферну аберацију

### Зернике аберације и аберације Гаусове жиже без обртне осне симетрије
За опис одступања таласног фронта у склоповима без обртне осне симетрије, поред косинусних Зернике израза неопходни су и синусни изрази. У начелу, веза са Зајделовим и класичним аберацијама уопште је иста као и у случају склопова са осном симетријом, само изрази постају сложенији. Зернике аберациона функција користи потпун низ Зернике израза, као низ приказан у Табели 2 за првих 37 аберација.
Косинусни и синусни, или антисиметрични Зернике израз за исту аберацију могу се написати као један, измењен косинусни израз, у ком су аберациони коефицијенти синусног и косинусног израза дати као квадратни корен збира њихових квадрата:
```
     

  

    

      

        

          
Z

          

            
j

          

        

        
=

        

          

            

              
z

              

                
j

              

              

                
2

              

            

            
+

            

              
z

              

                
j

                
+

                
1

              

              

                
2

              

            

          

        

        
 

        

          
R

          

            
j

          

        

        
c

        
o

        
s

        

          
(

          

            
θ

            
+

            

              

                
π

                

                  
2

                  
m

                

              

            

          

          
)

        

      

    

    
{\displaystyle Z_{j}={\sqrt {z_{j}^{2}+z_{j+1}^{2}}}~R_{j}cos\left(\theta +{\frac {\pi }{2m}}\right)}

  

      (31)
```

где је Rj радијални Зернике полином, а ј је редни број Зернике аберације, као у Табли 2. Зернике аберације у којима постоје коефицијенти за синусни и косинусни израз задржавају исти облик одступања, али са промењеном оријентацијом, која је одређена односом коефицијената синусног и косинусног израза. Општи облик се може написати као:
```
     

  

    

      

        

          
z

          

            
c

            
o

            
s

          

        

        

          
R

          

            
j

          

        

        
c

        
o

        
s

        

        
m

        
θ

        
+

        

          
z

          

            
s

            
i

            
n

          

        

        

          
R

          

            
j

          

        

        
s

        
i

        
n

        

        
m

        
θ

        
=

        

          

            

              
z

              

                
c

                
o

                
s

              

              

                
2

              

            

            
+

            

              
z

              

                
s

                
i

                
n

              

              

                
2

              

            

          

        

        
 

        

          
R

          

            
j

          

        

        
c

        
o

        
s

        

          
(

          

            
θ

            
−

            
t

            
a

            

              
n

              

                
−

                
1

              

            

            

            

              

                

                  
z

                  

                    
s

                    
i

                    
n

                  

                

                

                  
z

                  

                    
c

                    
o

                    
s

                  

                

              

            

          

          
)

        

      

    

    
{\displaystyle z_{cos}R_{j}cos\,m\theta +z_{sin}R_{j}sin\,m\theta ={\sqrt {z_{cos}^{2}+z_{sin}^{2}}}~R_{j}cos\left(\theta -tan^{-1}\,{\frac {z_{sin}}{z_{cos}}}\right)}

  

      (32)
```

Користећи редни број ј из табеле 2, три примарне Зернике аберације које садрже угаону функцију отвора, могу се изразити као одступање таласног фронта које произилази из збира косинусне и синусне аберације као:
```
       

  

    

      

        

          
W

          

            
(

            
ρ

            
,

            
θ

            
)

          

        

        
=

        

          
z

          

            
2

          

        

        

          
Z

          

            
2

          

        

        

          
(

          
ρ

          
,

          
θ

          
)

        

        
+

        

          
z

          

            
3

          

        

        

          
Z

          

            
3

          

        

        
(

        
ρ

        
,

        
θ

        
)

      

    

    
{\displaystyle W_{(\rho ,\theta )}=z_{2}Z_{2}{(\rho ,\theta )}+z_{3}Z_{3}(\rho ,\theta )}

  

     
              

  

    

      

        
=

        
2

        
ρ

        
(

        

          
z

          

            
2

          

        

        
c

        
o

        
s

        
θ

        
+

        

          
z

          

            
3

          

        

        
s

        
i

        
n

        
θ

        
)

      

    

    
{\displaystyle =2\rho (z_{2}cos\theta +z_{3}sin\theta )}

  

              

  

    

      

        
=

        
2

        

          

            

              
z

              

                
2

              

              

                
2

              

            

            
+

            

              
z

              

                
3

              

              

                
2

              

            

          

        

        
 

        
ρ

        
c

        
o

        
s

        

          
(

          

            
θ

            
−

            
t

            
a

            

              
n

              

                
−

                
1

              

            

            

              

                

                  
z

                  

                    
3

                  

                

                

                  
z

                  

                    
2

                  

                

              

            

          

          
)

        

      

    

    
{\displaystyle =2{\sqrt {z_{2}^{2}+z_{3}^{2}}}~\rho cos\left(\theta -tan^{-1}{\frac {z_{3}}{z_{2}}}\right)}

  

      (33)     
```

за нагиб,
```
       

  

    

      

        

          
W

          

            
(

            
ρ

            
,

            
θ

            
)

          

        

        
=

        

          
z

          

            
7

          

        

        

          
Z

          

            
7

          

        

        
(

        
ρ

        
,

        
θ

        
)

        
+

        

          
z

          

            
8

          

        

        

          
Z

          

            
8

          

        

        

          
(

          
ρ

          
,

          
θ

          
)

        

      

    

    
{\displaystyle W_{(\rho ,\theta )}=z_{7}Z_{7}(\rho ,\theta )+z_{8}Z_{8}{(\rho ,\theta )}}

  

              

  

    

      

        
=

        

          

            
8

          

        

        
(

        
3

        

          
ρ

          

            
3

          

        

        
−

        
2

        
ρ

        
)

        
(

        

          
z

          

            
7

          

        

        
c

        
o

        
s

        
θ

        
+

        

          
z

          

            
8

          

        

        
s

        
i

        
n

        
θ

        
)

      

    

    
{\displaystyle ={\sqrt {8}}(3\rho ^{3}-2\rho )(z_{7}cos\theta +z_{8}sin\theta )}

  

              

  

    

      

        
=

        

          

            
8

            
(

            

              
z

              

                
7

              

              

                
2

              

            

            
+

            

              
z

              

                
8

              

              

                
2

              

            

            
)

          

        

        
(

        
3

        

          
ρ

          

            
3

          

        

        
−

        
2

        
ρ

        
)

        
c

        
o

        
s

        

          
(

          

            
θ

            
−

            
t

            
a

            

              
n

              

                
−

                
1

              

            

            
 

            

              

                

                  
z

                  

                    
8

                  

                

                

                  
z

                  

                    
7

                  

                

              

            

          

          
)

        

      

    

    
{\displaystyle ={\sqrt {8(z_{7}^{2}+z_{8}^{2})}}(3\rho ^{3}-2\rho )cos\left(\theta -tan^{-1}~{\frac {z_{8}}{z_{7}}}\right)}

  

       (34)    
```

за кому, и
```
      

  

    

      

        

          
W

          

            
(

            
ρ

            
,

            
θ

            
)

          

        

        
=

        

          
z

          

            
5

          

        

        

          
Z

          

            
5

          

        

        

          
(

          
ρ

          
,

          
θ

          
)

        

        
+

        

          
z

          

            
6

          

        

        

          
Z

          

            
6

          

        

        

          
(

          
ρ

          
,

          
θ

          
)

        

      

    

    
{\displaystyle W_{(\rho ,\theta )}=z_{5}Z_{5}{(\rho ,\theta )}+z_{6}Z_{6}{(\rho ,\theta )}}

  

             

  

    

      

        
=

        

          

            
6

          

        

        

          
ρ

          

            
2

          

        

        
(

        

          
z

          

            
5

          

        

        
c

        
o

        
s

        
2

        
θ

        
+

        

          
z

          

            
6

          

        

        
s

        
i

        
n

        
2

        
θ

        
)

      

    

    
{\displaystyle ={\sqrt {6}}\rho ^{2}(z_{5}cos2\theta +z_{6}sin2\theta )}

  

             

  

    

      

        
=

        

          

            
6

            
(

            

              
z

              

                
5

              

              

                
2

              

            

            
+

            

              
z

              

                
6

              

              

                
2

              

            

            
)

          

        

        

          
ρ

          

            
2

          

        

        
c

        
o

        
s

        

          
[

          

            
2

            

              
(

              

                
θ

                
−

                

                  

                    
1

                    
2

                  

                

                
t

                
a

                

                  
n

                  

                    
−

                    
1

                  

                

                
 

                

                  

                    

                      
z

                      

                        
6

                      

                    

                    

                      
z

                      

                        
5

                      

                    

                  

                

              

              
)

            

          

          
]

        

      

    

    
{\displaystyle ={\sqrt {6(z_{5}^{2}+z_{6}^{2})}}\rho ^{2}cos\left[2\left(\theta -{\frac {1}{2}}tan^{-1}~{\frac {z_{6}}{z_{5}}}\right)\right]}

  

     (35)   
```

за астигматизам, где угао дат са arctan функцијом представља угао искошења осе симетрије датог облика одступања од водоравне (x) осе.
Пошто је већина Зернике аберације састављена од више класичних аберација, неминовно су и класичне аберације, кад се изразе кроз Зернике аберације, састављене из више Зернике аберација. Ниже класичне аберације су често садржане у вишим Зернике аберацијама да би се изразили ти сложенији облици одступања, мада таква нижа класична аберација није стварно присутна.
На пример, класична секундарна сферна аберација, изражена са К40ρ6, захтева четири Зернике аберације, јер за њено изражавање мора да се користи секундарна сферна аберација Зерникеа, Z22, која поред ρ6 садржи и ρ4 (примарна сферна), ρ2 (дефокус) и бројну непроменљиву (пистон).
Са друге стране, у случају кад више Зернике аберације нису занемарљиво мале, ниво нижих Зернике аберација може бити мањи од стварног. На пример, нагиб таласног фронта је присутан као део секундарне и терцијарне коме, дефокус је присутан као део секундарне и терцијарне сферне аберације, као и секундарног и терцијарног астигматизма, итд.
У случају кад су више аберације занемарљиво мале, аберација оптичког склопа без обртне осне симетрије за најнижих девет Зернике аберација, са(n+m)≤4, може се изразити кроз пет Зајделових аберација, као:
```

  

    

      

        

          
W

          

            
(

            
ρ

            
,

            
θ

            
)

          

        

        
=

        

          
∑

          

            
j

            
=

            
1

          

          

            
j

            
=

            
8

          

        

        

          
z

          

            
j

          

        

        

          
Z

          

            
j

          

        

        
(

        
ρ

        
,

        
θ

        
)

        
+

        

          
z

          

            
11

          

        

        

          
Z

          

            
11

          

        

        
(

        
ρ

        
)

      

    

    
{\displaystyle W_{(\rho ,\theta )}=\sum _{j=1}^{j=8}z_{j}Z_{j}(\rho ,\theta )+z_{11}Z_{11}(\rho )}

  

  

    

      

        
=

        
P

        
+

        

          
K

          

            
H

          

        

        
c

        
o

        
s

        
(

        
θ

        
−

        

          
β

          

            
H

          

        

        
)

        
+

        

          
K

          

            
D

          

        

        

          
ρ

          

            
2

          

        

        
+

        

          
K

          

            
A

          

        

        

          
ρ

          

            
2

          

        

        
c

        
o

        

          
s

          

            
2

          

        

        
(

        
θ

        
−

        

          
β

          

            
A

          

        

        
)

        
+

        

          
K

          

            
C

          

        

        

          
ρ

          

            
3

          

        

        
c

        
o

        
s

        
(

        
θ

        
−

        

          
β

          

            
C

          

        

        
)

        
+

        

          
K

          

            
S

          

        

        

          
ρ

          

            
4

          

        

      

    

    
{\displaystyle =P+K_{H}cos(\theta -\beta _{H})+K_{D}\rho ^{2}+K_{A}\rho ^{2}cos^{2}(\theta -\beta _{A})+K_{C}\rho ^{3}cos(\theta -\beta _{C})+K_{S}\rho ^{4}}

  

      (36)
```

где је P пистон аберација у износу потребном да се поништи збир пистон чинилаца у Зернике аберацијама, Ki су пуни аберациони коефицијенти пет Зајделових аберација - нагиба (Н), дефокуса (D), астигматизма (A), коме (C) и сферне аберације (S) - а βi је угао искошења Зајделове аберације у односу на x-осу (Зернике изрази за тролист, Z9 и Z10, су изостављени јер са n+m>4 спадају у више аберације).
Пуни аберациони коефицијенти су дати са:
```

  

    

      

        
P

        
=

        

          
z

          

            
1

          

        

        
−

        

          

            
3

          

        

        

          
z

          

            
4

          

        

        
+

        

          

            
5

          

        

        

          
z

          

            
11

          

        

      

    

    
{\displaystyle P=z_{1}-{\sqrt {3}}z_{4}+{\sqrt {5}}z_{11}}

  

  

    

      

        

          
K

          

            
H

          

        

        
=

        
2

        

          

            
(

            

              
z

              

                
2

              

            

            
−

            

              

                
8

              

            

            

              
z

              

                
7

              

            

            

              
)

              

                
2

              

            

            
+

            
(

            

              
z

              

                
3

              

            

            
−

            

              

                
8

              

            

            

              
z

              

                
8

              

            

            

              
)

              

                
2

              

            

          

        

        
,

        

        

          
β

          

            
H

          

        

        
=

        
t

        
a

        

          
n

          

            
−

            
1

          

        

        
 

        

          

            

              

                
z

                

                  
3

                

              

              
−

              

                

                  
3

                

              

              

                
z

                

                  
8

                

              

            

            

              

                
z

                

                  
2

                

              

              
−

              

                

                  
3

                

              

              

                
z

                

                  
7

                

              

            

          

        

      

    

    
{\displaystyle K_{H}=2{\sqrt {(z_{2}-{\sqrt {8}}z_{7})^{2}+(z_{3}-{\sqrt {8}}z_{8})^{2}}},\qquad \beta _{H}=tan^{-1}~{\frac {z_{3}-{\sqrt {3}}z_{8}}{z_{2}-{\sqrt {3}}z_{7}}}}

  

  

    

      

        

          
K

          

            
D

          

        

        
=

        
2

        
(

        

          

            
3

          

        

        

          
z

          

            
4

          

        

        
−

        
3

        

          

            
5

          

        

        

          
z

          

            
11

          

        

        
−

        

          
K

          

            
A

          

        

        
)

      

    

    
{\displaystyle K_{D}=2({\sqrt {3}}z_{4}-3{\sqrt {5}}z_{11}-K_{A})}

  

  

  

    

      

        

          
K

          

            
A

          

        

        
=

        
2

        

          

            
6

            
(

            

              
z

              

                
5

              

              

                
2

              

            

            
+

            

              
z

              

                
6

              

              

                
2

              

            

            
)

          

        

        
,

        

        

          
β

          

            
A

          

        

        
=

        

          

            
1

            
2

          

        

        
t

        
a

        

          
n

          

            
−

            
1

          

        

        
 

        

          

            

              
z

              

                
6

              

            

            

              
z

              

                
5

              

            

          

        

      

    

    
{\displaystyle K_{A}=2{\sqrt {6(z_{5}^{2}+z_{6}^{2})}},\qquad \beta _{A}={\frac {1}{2}}tan^{-1}~{\frac {z_{6}}{z_{5}}}}

  

  

    

      

        

          
K

          

            
C

          

        

        
=

        
6

        

          

            
2

            
(

            

              
z

              

                
7

              

              

                
2

              

            

            
+

            

              
z

              

                
8

              

              

                
2

              

            

            
)

          

        

        
,

        

        

          
β

          

            
C

          

        

        
=

        
t

        
a

        

          
n

          

            
−

            
1

          

        

        
 

        

          

            

              
z

              

                
8

              

            

            

              
z

              

                
7

              

            

          

        

      

    

    
{\displaystyle K_{C}=6{\sqrt {2(z_{7}^{2}+z_{8}^{2})}},\qquad \beta _{C}=tan^{-1}~{\frac {z_{8}}{z_{7}}}}

  

  

    

      

        

          
K

          

            
S

          

        

        
=

        
6

        

          

            
5

          

        

        

          
z

          

            
11

          

        

      

    

    
{\displaystyle K_{S}=6{\sqrt {5}}z_{11}}

  

                                                     (37)
```

## Зернике аберациони полиноми за друге облике оптичког отвора
Зернике полиноми су, као полиноми јединичног круга, изворно ограничени на анализу таласног фронта у склоповима са кружним оптичким отвором. Са сразмерно малим изменама, могу се применити и на прстенаст оптички отвор - тј. склопове са кружним отвором и кружним средишњим заклоном - у ком случају се говори о Зернике полиномима за прстенаст отвор (енг. annular Zernike polynomials).
Слично се односи и на употребу Зернике полинома у случају Гаусовског кружног отвора, тј. отвора у ком пренос висине таласа није уједначен, него опада од средишта према ивицама сагласно Гаусовој криви. Оваква врста преноса је уобичајена у ласерским склоповима.
Зернике полиноми такође могу бити прилагођени другим облицима отвора, на пример квадратном, али њихова примена постаје, у начелу, мање практична. Уз то, резултати могу бити мање тачни.

### Зернике полиноми за прстенаст оптички отвор
Једина разлика аберационих полинома Зерникеа за прстенаст оптички отвор, у односу на полиноме за кружни отвор, је у томе да су ортогонални над прстенастом површином отвора са средишњим кружним заклоном (слика десно). Пошто промена облика површине отвора мења својства таласног фронта који кроз њега пролази, аберациони израз одступања за најбољу жижу - што у посебном облику даје и Зернике аберациони израз - се такође мења.

#### Основни изрази
Део Зернике аберационог израза који се мења у овом случају је радијални полином, те је једини део у ком се основни изрази који описују Зернике полиноме прстена (енг. Zernike annular polynomials) разликују од оних који описују полиноме круга. Одступање таласног фронта од нулте равни је дато збиром Зернике израза прстена {\displaystyle z_{nm}Z_{n}^{m}(\rho ,\theta ;\epsilon )}:
```

  

    

      

        

          
W

          

            
(

            
ρ

            
,

            
θ

            
;

            
ϵ

            
)

          

        

        
=

        

          
∑

          

            
n

            
=

            
0

          

          

            
∞

          

        

        

          
∑

          

            
m

            
=

            
0

          

          

            
n

          

        

        

          
z

          

            
n

            
m

          

        

        

          
Z

          

            
n

          

          

            
m

          

        

        
(

        
ρ

        
,

        
θ

        
;

        
ϵ

        
)

      

    

    
{\displaystyle W_{(\rho ,\theta ;\epsilon )}=\sum _{n=0}^{\infty }\sum _{m=0}^{n}z_{nm}Z_{n}^{m}(\rho ,\theta ;\epsilon )}

  

        (38)
```

где је Зернике коефицијент проширења дат са:
```

  

    

      

        

          
z

          

            
n

            
m

          

        

        
=

        

          

            
1

            

              
π

              
(

              
1

              
−

              

                
ϵ

                

                  
2

                

              

              
)

            

          

        

        

          
∫

          

            
ϵ

          

          

            
1

          

        

        

          
∫

          

            
0

          

          

            
2

            
π

          

        

        
W

        
(

        
ρ

        
,

        
θ

        
,

        
ϵ

        
)

        

          
Z

          

            
n

          

          

            
m

          

        

        
(

        
ρ

        
,

        
θ

        
,

        
ϵ

        
)

        
ρ

        
d

        
ρ

        
d

        
θ

      

    

    
{\displaystyle z_{nm}={\frac {1}{\pi (1-\epsilon ^{2})}}\int _{\epsilon }^{1}\int _{0}^{2\pi }W(\rho ,\theta ,\epsilon )Z_{n}^{m}(\rho ,\theta ,\epsilon )\rho d\rho d\theta }

  

        (38.1)
```

а Зернике ортонормални полином прстена дат са:
```

  

    

      

        

          
Z

          

            
n

          

          

            
m

          

        

        
(

        
ρ

        
,

        
θ

        
;

        
ϵ

        
)

        
=

        

          
N

          

            
n

          

          

            
m

          

        

        

          
R

          

            
n

          

          

            
m

          

        

        
(

        
ρ

        
;

        
ϵ

        
)

        
c

        
o

        
s

        

        
m

        
θ

      

    

    
{\displaystyle Z_{n}^{m}(\rho ,\theta ;\epsilon )=N_{n}^{m}R_{n}^{m}(\rho ;\epsilon )cos\,m\theta }

  

       (38.2)
```

у ком је чинилац поравнања, као и за полином круга:
```

  

    

      

        

          
N

          

            
m

          

          

            
n

          

        

        
=

        

          

            

              

                
2

                
(

                
n

                
+

                
1

                
)

              

              

                
1

                
+

                

                  
δ

                  

                    
m

                    
0

                  

                

              

            

          

        

      

    

    
{\displaystyle N_{m}^{n}={\sqrt {\frac {2(n+1)}{1+\delta _{m0}}}}}

  

        (38.2.1)
```

{\displaystyle R_{n}^{m}(\rho ;\epsilon )} је радијални полином прстена, који описује одступање таласног фронта за {\displaystyle \epsilon }≤ρ≤1, и {\displaystyle cos\,m\theta } је угаона функција, иста као за полином круга.
Општи облик полинома прстена, добијеног Грам-Шмитовом (Gram–Schmidt) ортогонализацијом, је:
```
 

  

    

      

        

          
R

          

            
n

          

          

            
m

          

        

        
(

        
ρ

        
;

        
ϵ

        
)

        
=

        

          
N

          

            
n

          

          

            
m

          

        

        

          
[

          

            

              
R

              

                
n

              

              

                
m

              

            

            
(

            
ρ

            
)

            

              
∑

              

                
i

                
≥

                
1

              

              

                

                  

                    
n

                    
−

                    
2

                  

                  
2

                

              

            

            
(

            
n

            
−

            
2

            
i

            
+

            
1

            
)

            
⟨

            

              
R

              

                
n

              

              

                
m

              

            

            
(

            
ρ

            
)

            

              
R

              

                
n

                
−

                
2

                
i

              

              

                
m

              

            

            
(

            
ρ

            
;

            
ϵ

            
)

            
⟩

            

              
R

              

                
n

                
−

                
2

                
i

              

              

                
m

              

            

            
(

            
ρ

            
;

            
ϵ

            
)

          

          
]

        

      

    

    
{\displaystyle R_{n}^{m}(\rho ;\epsilon )=N_{n}^{m}\left[R_{n}^{m}(\rho )\sum _{i\geq 1}^{\frac {n-2}{2}}(n-2i+1)\langle R_{n}^{m}(\rho )R_{n-2i}^{m}(\rho ;\epsilon )\rangle R_{n-2i}^{m}(\rho ;\epsilon )\right]}

  

       (38.3)
```

у ком је:
```

  

    

      

        
⟨

        

          
R

          

            
n

          

          

            
m

          

        

        
(

        
ρ

        
)

        

          
R

          

            

              
n

              
′

            

          

          

            
m

          

        

        
(

        
ρ

        
;

        
ϵ

        
)

        
⟩

        
=

        

          

            
2

            

              
1

              
−

              

                
ϵ

                

                  
2

                

              

            

          

        

        

          
∫

          

            
ϵ

          

          

            
1

          

        

        

          
R

          

            
n

          

          

            
m

          

        

        
(

        
ρ

        
)

        

          
R

          

            

              
n

              
′

            

          

          

            
m

          

        

        
(

        
ρ

        
;

        
ϵ

        
)

        
ρ

        
d

        
ρ

      

    

    
{\displaystyle \langle R_{n}^{m}(\rho )R_{n'}^{m}(\rho ;\epsilon )\rangle ={\frac {2}{1-\epsilon ^{2}}}\int _{\epsilon }^{1}R_{n}^{m}(\rho )R_{n'}^{m}(\rho ;\epsilon )\rho d\rho }

  

       (38.3.1)
```

Полином прстена је ортонормалан у сагласности са:
```

  

    

      

        

          

            
1

            

              
π

              
(

              
1

              
−

              

                
ϵ

                

                  
2

                

              

              
)

            

          

        

        

          
∫

          

            
ϵ

          

          

            
1

          

        

        

          
∫

          

            
0

          

          

            
2

            
π

          

        

        

          
Z

          

            
n

          

          

            
m

          

        

        
(

        
ρ

        
,

        
θ

        
;

        
ϵ

        
)

        

          
Z

          

            

              
n

              
′

            

          

          

            

              
m

              
′

            

          

        

        
(

        
ρ

        
,

        
θ

        
;

        
ϵ

        
)

        
ρ

        
d

        
ρ

        
d

        
θ

        
=

        

          
δ

          

            
m

            

              
m

              
′

            

          

        

        

          
δ

          

            
n

            

              
n

              
′

            

          

        

      

    

    
{\displaystyle {\frac {1}{\pi (1-\epsilon ^{2})}}\int _{\epsilon }^{1}\int _{0}^{2\pi }Z_{n}^{m}(\rho ,\theta ;\epsilon )Z_{n'}^{m'}(\rho ,\theta ;\epsilon )\rho d\rho d\theta =\delta _{mm'}\delta _{nn'}}

  

        (39)
```

док је радијални полином прстена ортогоналан у сагласности са:
```

  

    

      

        

          
∫

          

            
ϵ

          

          

            
1

          

        

        

          
R

          

            
n

          

          

            
m

          

        

        
(

        
ρ

        
;

        
ϵ

        
)

        

          
R

          

            

              
n

              
′

            

          

          

            
m

          

        

        
(

        
ρ

        
;

        
ϵ

        
)

        
ρ

        
d

        
ρ

        
=

        

          

            

              
1

              
−

              

                
ϵ

                

                  
2

                

              

            

            

              
2

              
(

              
n

              
+

              
1

              
)

            

          

        

        

          
δ

          

            
n

            

              
n

              
′

            

          

        

      

    

    
{\displaystyle \int _{\epsilon }^{1}R_{n}^{m}(\rho ;\epsilon )R_{n'}^{m}(\rho ;\epsilon )\rho d\rho ={\frac {1-\epsilon ^{2}}{2(n+1)}}\delta _{nn'}}

  

        (39.1)
```

РМС грешка одступања таласног фронта описаног Зернике аберационом функцијом прстена је, као и за кружни отвор:
```

  

    

      

        
ω

        
=

        

          

            

              
∑

              

                
n

                
=

                
1

              

              

                
∞

              

            

            

              
∑

              

                
m

                
=

                
0

              

              

                
n

              

            

            

              
z

              

                
n

                
m

              

              

                
2

              

            

          

        

      

    

    
{\displaystyle \omega ={\sqrt {\sum _{n=1}^{\infty }\sum _{m=0}^{n}z_{nm}^{2}}}}

  

       (40)
```

#### Графички пример
Слика десно приказује како присуство средишњег кружног заклона мења аберациони израз за уобичајен облик аберације у најбољој жижи, и Зернике аберациони израз у случају примарне сферне аберације и коме. У првом случају, аберациони израз за најбољу жижу за кружни отвор (1) се мења повећањем дефокуса (ρ2 чинилац у изразу 2), тако да је одступање најмање за део таласног фронта изнад прстена у односу на поредбену сферу мало већег полупречника закривљености (испрекидана водоравна линија). Овај израз може да се ортогонализује у односу на заједничку (нулту) раван Зернике аберација додавањем бројног чиниоца чија величина зависи од величине средишњег заклона (2*). Зернике израз (3) има исти облик одступања, али да би задовољио захтев једнообразности у погледу јединичне вредности полинома за ρ=1, помножен је чиниоцем 6/(1-{\displaystyle \epsilon }2)2, где је {\displaystyle \epsilon } радијус средишњег заклона за јединични радијус отвора (у овом случају {\displaystyle \epsilon }=0.5).
Радијални полином за сферну аберацију се пише без угаоне функције cosmθ, јер је она у њеном случају, тј за m=0, једнака јединици за све вредности θ, тако да је тродимензионални облик одступања описан полиномом дат обртањем одступања дуж произвољног полупречника за 360°.
У случају коме, аберациона функција у уобичајеном је већ ортогонална у смислу да је збир одступања са једне и друге стране поредбене сфере једнак нули, али да би била ортогонална са осталим Зернике аберацијама, мора да буде помножена чиниоцем који ће јој дати јединичну вредност за ρ=1. Потребна промена облика таласног фронта за најбољу жижу у случају кружног отвора (1) је сасвим мала промена у додатом нагибу (множилац са ρ), а множитељ потребан за ортогонализацију са осталим Зернике аберацијама је садржан у облику радијалног полинома прстена (3). Пошто се у случају коме одступање мења у складу са производом радијалног полинома и cosmθ, представљено одступање таласног фронта дуж осе аберације, која се поклапа са полупречником круга за θ=0, је за θ=0 на десној, и за θ=180° на левој страни.

#### Радијални полиноми прстена
Доња табела садржи Зернике радијалне полиноме прстена {\displaystyle R_{n}^{m}(\rho ;\epsilon )} за (n+m)≤6, тј. за Зернике аберације пистон, нагиб, дефокус, примарни астигматизам, примарну кому, тролист, сферну аберацију, секундарни астигматизам, секундарну кому и секундарну сферну аберацију, у том редоследу.
ТАБЕЛА 4.
| n | m | {\displaystyle R_{n}^{m}(\rho ;\epsilon )} |
| - | - | --- |
| 0 | 0 | 1 |
| 1 | 1 | {\displaystyle {\frac {\rho }{\sqrt {1+\epsilon ^{2}}}}} |
| 2 | 0 | {\displaystyle {\frac {2\rho ^{2}-1-\epsilon ^{2}}{1-\epsilon ^{2}}}} |
| 2 | 2 | {\displaystyle {\frac {\rho ^{2}}{\sqrt {1+\epsilon ^{2}+\epsilon ^{4}}}}} |
| 3 | 1 | {\displaystyle {\frac {3(1+\epsilon ^{2})\rho ^{3}-2(1+\epsilon ^{2}+\epsilon ^{4})\rho }{(1-\epsilon ^{2}){\sqrt {(1+\epsilon ^{2})(1+4\epsilon ^{2}+\epsilon ^{4}}}}}} |
| 3 | 3 | {\displaystyle {\frac {\rho ^{3}}{\sqrt {1+\epsilon ^{2}+\epsilon ^{4}+\epsilon ^{6}}}}} |
| 4 | 0 | {\displaystyle {\frac {6\rho ^{4}-6(1+\epsilon ^{2})\rho ^{2}+1+4\epsilon ^{2}+\epsilon ^{4}}{(1-\epsilon ^{2})^{2}}}} |
| 4 | 2 | {\displaystyle {\frac {4\rho ^{3}-3{\frac {1-\epsilon ^{8}}{1-\epsilon ^{6}}}\rho ^{2}}{\sqrt {\frac {16(1-\epsilon ^{10})-15(1-\epsilon ^{8})^{2}}{(1-\epsilon ^{2})(1-\epsilon ^{8})}}}}} |
| 5 | 1 | {\displaystyle {\frac {10(1+4\epsilon ^{2}+\epsilon ^{4})\rho ^{5}-12(1+4\epsilon ^{2}+4\epsilon ^{4}+\epsilon ^{6})\rho ^{3}+3(1+4\epsilon ^{2}+10\epsilon ^{4}+4\epsilon ^{6}+\epsilon ^{8})\rho }{{(1-\epsilon ^{2})^{2}}{\sqrt {(1+4\epsilon ^{2}+\epsilon ^{4})(1+9\epsilon ^{2}+9\epsilon ^{4}1+4\epsilon ^{2}+\epsilon ^{6})}}}}} |
| 6 | 0 | {\displaystyle {\frac {20\rho ^{6}-30(1+\epsilon ^{2})\rho ^{4}+12(1+3\epsilon ^{2}+\epsilon ^{4})\rho ^{2}-(1+9\epsilon ^{2}+9\epsilon ^{4}+\epsilon ^{6})}{(1-\epsilon ^{2})^{3}}}} |

#### Низ полинома прстена
Зернике низ за полиноме прстена је исти као за полиноме круга, изузев што је радијални полином круга у Зернике изразу замењен радијалном полиномом прстена. Доња табела представља низ полинома прстена са редоследом по истом основу као за низ полинома круга у табели 2.
ТАБЕЛА 5:
```
 
j  n  m    Z
j
(ρ,θ;

  

    

      

        
ϵ

      

    

    
{\displaystyle \epsilon }

  

)                   ЗЕРНИКЕ АБЕРАЦИЈА

 1  0  0      1                            ПИСТОН
 2  1  1   2z
2
R
2

  

    

      

        
(

        
ρ

        
;

        
ϵ

        
)

      

    

    
{\displaystyle (\rho ;\epsilon )}

  

cosθ               НАГИБ (водораван) 
 3  1  1   2z
3
R
3

  

    

      

        
(

        
ρ

        
;

        
ϵ

        
)

      

    

    
{\displaystyle (\rho ;\epsilon )}

  

sinθ               НАГИБ (усправан)
 4  2  0   (√3)z
4
R
4

  

    

      

        
(

        
ρ

        
;

        
ϵ

        
)

      

    

    
{\displaystyle (\rho ;\epsilon )}

  

                     ДЕФОКУС 
 5  2  2   (√6)z
5
R
5

  

    

      

        
(

        
ρ

        
;

        
ϵ

        
)

      

    

    
{\displaystyle (\rho ;\epsilon )}

  

cos2θ        ПРИМАРНИ АСТИГМАТИЗАМ (водораван) 
 6  2  2   (√6)z
6
R
6

  

    

      

        
(

        
ρ

        
;

        
ϵ

        
)

      

    

    
{\displaystyle (\rho ;\epsilon )}

  

sin2θ        ПРИМАРНИ АСТИГМАТИЗАМ (искошен)
 7  3  1   (√8)z
7
R
7

  

    

      

        
(

        
ρ

        
;

        
ϵ

        
)

      

    

    
{\displaystyle (\rho ;\epsilon )}

  

cosθ       ПРИМАРНА КОМА  (водоравна) 
 8  3  1   (√8)z
8
R
8

  

    

      

        
(

        
ρ

        
;

        
ϵ

        
)

      

    

    
{\displaystyle (\rho ;\epsilon )}

  

sinθ       ПРИМАРНА КОМА (усправна)
 9  3  3   (√8)z
9
R
9

  

    

      

        
(

        
ρ

        
;

        
ϵ

        
)

      

    

    
{\displaystyle (\rho ;\epsilon )}

  

cos3θ         ТРОЛИСТ 6. РЕДА  (водораван) 
10  3  3   (√8)z
10
R
10

  

    

      

        
(

        
ρ

        
;

        
ϵ

        
)

      

    

    
{\displaystyle (\rho ;\epsilon )}

  

sin3θ       ТРОЛИСТ 6. РЕДА  (искошен)
11  4  0   (√5)z
11
R
11

  

    

      

        
(

        
ρ

        
;

        
ϵ

        
)

      

    

    
{\displaystyle (\rho ;\epsilon )}

  

            ПРИМАРНА СФЕРНА АБЕРАЦИЈА
12  4  2   (√10)z
12
R
12

  

    

      

        
(

        
ρ

        
;

        
ϵ

        
)

      

    

    
{\displaystyle (\rho ;\epsilon )}

  

cos2θ    СЕКУНДАРНИ АСТИГМАТИЗАМ (вод.) 
13  4  2   (√10)z
13
R
13

  

    

      

        
(

        
ρ

        
;

        
ϵ

        
)

      

    

    
{\displaystyle (\rho ;\epsilon )}

  

sin2θ    СЕКУНДАРНИ АСТИГМАТИЗАМ (иск.)
14  4  4   (√10)z
14
R
14

  

    

      

        
(

        
ρ

        
;

        
ϵ

        
)

      

    

    
{\displaystyle (\rho ;\epsilon )}

  

cos4θ      ЧЕТВОРОЛИСТ 8. РЕДА (водораван)   
15  4  4   (√10)z
15
R
15

  

    

      

        
(

        
ρ

        
;

        
ϵ

        
)

      

    

    
{\displaystyle (\rho ;\epsilon )}

  

sin4θ      ЧЕТВОРОЛИСТ 8. РЕДА   (искошен)
16  5  1   (√12)z
16
R
16

  

    

      

        
(

        
ρ

        
;

        
ϵ

        
)

      

    

    
{\displaystyle (\rho ;\epsilon )}

  

cosθ    СЕКУНДАРНА КОМА  (водоравна)
17  5  1   (√12)z
17
R
17

  

    

      

        
(

        
ρ

        
;

        
ϵ

        
)

      

    

    
{\displaystyle (\rho ;\epsilon )}

  

sinθ    СЕКУНДАРНА КОМА  (усправна)
18  5  3   (√12)z
18
R
18

  

    

      

        
(

        
ρ

        
;

        
ϵ

        
)

      

    

    
{\displaystyle (\rho ;\epsilon )}

  

cos3θ      ТРОЛИСТ 8. РЕДА   (водораван)
19  5  3   (√12)z
19
R
19

  

    

      

        
(

        
ρ

        
;

        
ϵ

        
)

      

    

    
{\displaystyle (\rho ;\epsilon )}

  

sin3θ      ТРОЛИСТ 8. РЕДА   (искошен)
20  5  5   (√12)z
20
R
20

  

    

      

        
(

        
ρ

        
;

        
ϵ

        
)

      

    

    
{\displaystyle (\rho ;\epsilon )}

  

cos5θ        ПЕТОЛИСТ 10. РЕДА   (водораван) 
21  5  5   (√12)z
21
R
21

  

    

      

        
(

        
ρ

        
;

        
ϵ

        
)

      

    

    
{\displaystyle (\rho ;\epsilon )}

  

sin5θ        ПЕТОЛИСТ 10. РЕДА    (искошен)
22  6  0   (√7)z
22
R
22

  

    

      

        
(

        
ρ

        
;

        
ϵ

        
)

      

    

    
{\displaystyle (\rho ;\epsilon )}

  

           СЕКУНДАРНА СФЕРНА АБЕРАЦИЈА 
```

Као и код полинома круга, овакав низ Зернике израза представља Зернике аберациону функцију, где је одступање таласног фронта дато збиром вредности свих израза (једначина 38), а одговарајућа РМС грешка је дата квадратним кореном збира квадрата појединачних коефицијената проширења (једначина 40).